# 中華民國—馬拉威關係
中華民國與馬拉威共和國於1966—2008年有官方外交關係，斷交後，目前沒有在對方首都互設具大使館功能的代表機構。對馬拉威的相關事務由駐南非共和國臺北聯絡代表處兼轄。

## 政治

### 外交
馬拉威於1964年獨立時，即邀請中華民國參加獨立慶典。
1966年7月6日，馬拉威獨立兩週年暨改制共和國紀念，中華民國再次獲邀前往慶賀。7月11日，兩國建交。9月，於首都里朗威設立中華民國駐馬拉威共和國大使館，並派駐大使。
1967年8月，馬拉威總統班達訪問中華民國，並會晤總統蔣中正。
1993年，馬拉威派駐中華民國大使，由駐日本大使兼任。
1998年1月，馬拉威新聞部長姆帕書訪問中華人民共和國，且外電引述《新华社》報導，姆帕書在北京表示，馬拉威準備朝與其關係正常化的目標努力。中華民國方面由駐馬拉威大使館表達嚴重關切與遺憾，姆帕書否認發表有關言論，馬拉威總統莫魯士亦向駐馬拉威大使石承仁保證，兩國邦交穩固。
1999年12月，於首都台北設立馬拉威共和國駐中華民國大使館，並派駐專任大使。
2007年12月28日，馬拉威與中华人民共和国建交。2008年1月14日，中華民國與馬拉威斷交。
2009年2月，馬拉威總統莫泰加坦言馬拉威與中國建交後獲利未如預期，甚至比不上過去與台灣有邦交時所獲得的幫助，馬拉威當初與台灣斷交並與中國建交是錯誤的決定，自責「無法向馬拉威人民交代」。

#### 支持中華民國參與國際組織

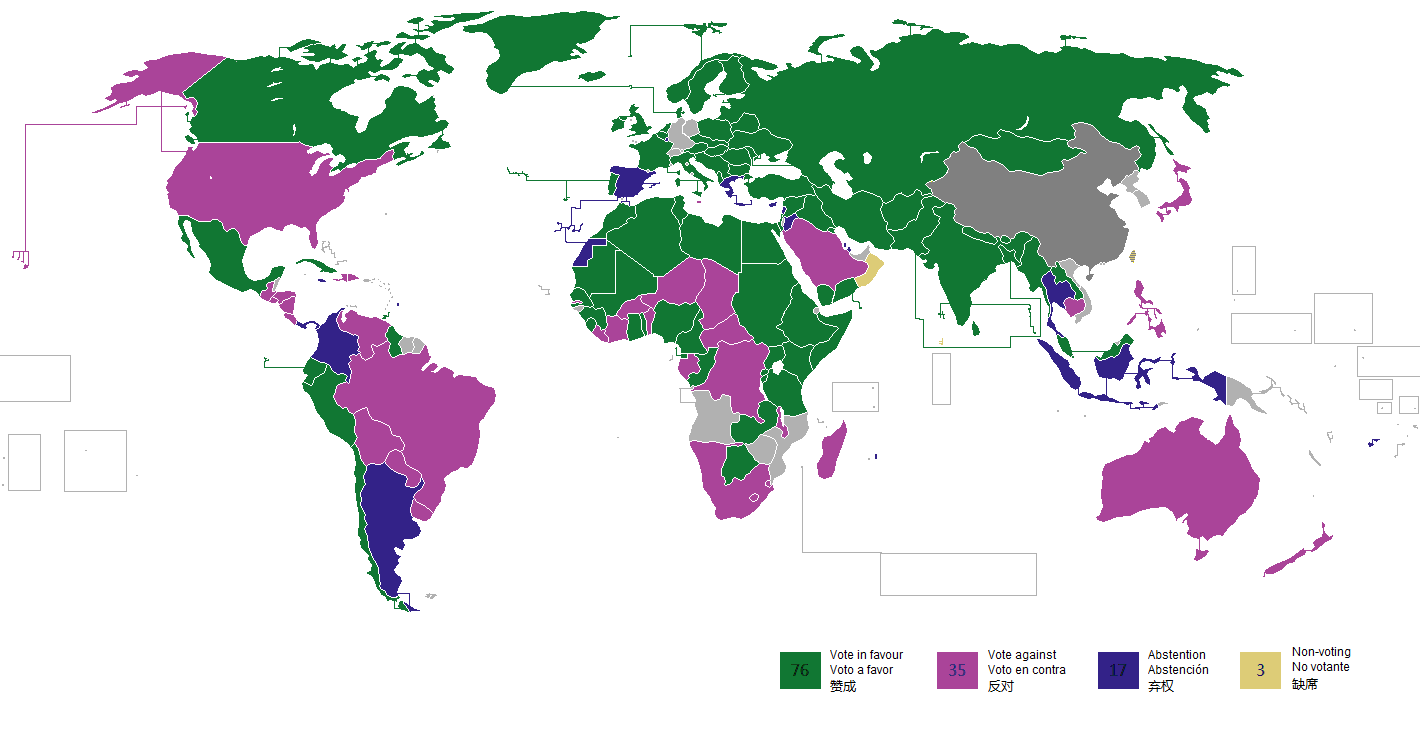
紫色國家表示在1971年的投票中支持中華民國續留聯合國，即《聯合國大會2758號決議》，其中包括馬拉威。

兩國斷交前，馬拉威曾多次支持中華民國參與國際組織。
1993、1994年10月，馬拉威在聯合國大會的總辯論中，為中華民國參與聯合國議題執言；1995年9月，馬拉威與其他19個中華民國的邦交國連署提案，要求第50屆聯合國大會設立研究委員會將「根據會籍普遍原則並按照分裂國家在聯合國已建立的平行代表權模式，審議在台灣的中華民國在國際體系中的特殊情況」案列入議程。其後在聯合國大會的總辯論，以及聯合國成立50週年特別紀念會議中發言支持；1997年9月，馬拉威在大會的總辯論中，發言支持中華民國參與聯合國；1998年7月，馬拉威與其他14個中華民國的邦交國連署提案，要求聯合國大會將「基於國際情勢之變遷以及中國分治之事實，應重新檢討聯大第二七五八（貳拾陸）號決議」案列入議程。9月，在大會的總辯論中發言支持；1999年9月，馬拉威與其他12個中華民國的邦交國連署提案，要求聯合國大會將「應審視中華民國在台灣所處之特殊國際處境，以確保其二千二百萬人民參與聯合國之基本權利獲得完全尊重」案列入議程。9月，在大會的總辯論中發言支持；2000年8月，馬拉威與其他13個中華民國的邦交國提案，要求聯合國大會將「應審視中華民國在台灣所處之特殊國際處境，以確保其兩千三百萬人民參與聯合國之基本權利獲得完全尊重」案列入議程；2001年8月，馬拉威與其他15個中華民國的邦交國提案，要求聯合國大會將「有必要審視在台灣之中華民國所處特殊國際處境，俾確保其兩千三百萬人民參與聯合國工作和活動之基本權利獲得充分尊重」案列入議程。11月，在大會的總辯論中發言支持；2002、2003年8月，馬拉威與其他14個中華民國的邦交國連署提案，要求聯合國大會將「中華民國（台灣）在聯合國的代表權問題」案列入議程；2004年8月，馬拉威與其他14個中華民國的邦交國提案，要求聯合國大會將「台灣二千三百萬人民在聯合國的代表權問題」案列入議程；2006年8月，馬拉威與其他16個中華民國的邦交國連署提案，要求聯合國大會將「臺灣2300萬人民在聯合國的代表權及參與問題」案列入議程；2007年8月，馬拉威與其他15個中華民國的邦交國連署提案，要求聯合國大會將「促請安全理事會依據安理會議事規則第59、60條及聯合國憲章第4條，處理台灣之會員申請案」列入議程，這是首度由中華民國總統陳水扁致函聯合國秘書長潘基文以臺灣名義申請入會。
1997年5月，馬拉威與其他8個中華民國的邦交國向世界卫生组织（WHO）提案「邀請中華民國以观察员身份參與世界卫生大会」；2002年5月，馬拉威在世界衛生大會（WHA）發言支持中華民國的邦交國向世界衛生組織執行委員會與大會提案，將「邀請台灣以觀察員身分參與世界衛生大會」案例入議程；2005、2006年5月，馬拉威在世界衛生大會發言支持。

### 人員互訪（1985年至今）

#### 馬拉威
| 職稱     | 姓名                        | 日期                                                    | 備註                              |
| -------- | --------------------------- | ------------------------------------------------------- | --------------------------------- |
| 總統     | 莫魯士 莫泰加               | 1996年10月、1999年11月、2003年10月 2005年1月、2007年9月 | [ 2 ] [ 37 ] [ 38 ] [ 39 ] [ 40 ] |
| 副總統   | 馬賴維                      | 1996年5月、2000年5月                                    | 兼任國防部長                      |
| 國會議長 | 姆延貝 姆帕書 卡松葛 齊曼哥 | 1997年7月、2004年10月 2001年10月 2004年1月 2006年10月   | [ 2 ] [ 41 ] [ 42 ] [ 41 ] [ 43 ] |

僅列舉部分名單：
外交暨國際合作部長姆泰福、齊佩泰、白岱爾、卡松葛、班妲、國防部長辜華魯（Joseph Kubwalo）、姆延貝、衛生部長湯生、姆瓦瓦（Yusuf Mwawa）、恩高潔（Majorie Ngaunje）、社區服務部長卡托拉皮里、貿易暨工業部長卜米薩（Kaliyoma Phumisa）、卡列索（Peter Kaleso）、李朋嘉、農業暨水利部長齊佩泰、班答、穆沙（Uladi Mussa）、教育暨科技部長賓甘紀、新聞暨觀光部長史坦布利（Clement Stambuli）、婦女暨兒童事務部長白岱爾、交通暨公共工程部長朱帕（Peter Chupa）、財政經濟計畫暨發展部長齊曼哥、齊倫帕、貢德威、土地房屋暨都市發展部長馬洛亞、卜米薩、地方政府暨農村發展部長伍平維（Patrick Mbewe）、能源礦業暨自然資源部長班韃、中央銀行總裁姆貝偉（Victor Mbewe）、檢察長瓦地（Ishmail Wadi）、陸軍總司令秦巴友（Joseph Chimbayo）、常駐聯合國代表魯大衛。

#### 中華民國
| 職稱       | 姓名   | 日期      | 備註   |
| ---------- | ------ | --------- | ------ |
| 總統       | 陳水扁 | 2002年7月 | [ 48 ] |
| 司法院院長 | 翁岳生 | 2004年5月 | [ 41 ] |
| 監察院院長 | 錢復   | 1999年6月 | [ 37 ] |

僅列舉部分名單：
前行政院長蘇貞昌、行政院副院長林洋港、國家安全會議秘書長丁懋時、政務委員于友釗、外交部長章孝嚴、胡志強、黃志芳、外交部政務次長房金炎、吳子丹、李大維、楊子葆。

## 經濟

### 貿易
| 年分 | 貿易總額  | 貿易總額 | 貿易總額 | 出口至馬拉威 | 出口至馬拉威 | 出口至馬拉威 | 自馬拉威進口 | 自馬拉威進口 | 自馬拉威進口 | 順逆差 |
| 年分 | 金額      | 年增減   | 排名     | 金額         | 年增減       | 排名         | 金額         | 年增減       | 排名         | 順逆差 |
| ---- | --------- | -------- | -------- | ------------ | ------------ | ------------ | ------------ | ------------ | ------------ | ------ |
| 2017 | 4,185,029 | ▼7.2%    | 168      | 1,729,772    | ▲20.9%       | 165          | 2,455,257    | ▼20.3%       | 142          | 逆差▼  |
| 2018 | 5,490,823 | ▲31.2%   | 159      | 2,457,706    | ▲42.1%       | 160          | 3,033,117    | ▲23.5%       | 134          | 逆差▼  |
| 2019 | 3,879,619 | ▼29.3%   | 169      | 1,286,268    | ▼47.7%       | 170          | 2,593,351    | ▼14.5%       | 137          | 逆差▲  |
| 2020 | 2,901,886 | ▼25.2%   | 172      | 901,948      | ▼29.9%       | 177          | 1,999,938    | ▼22.9%       | 142          | 逆差▼  |
| 2021 | 4,356,064 | ▲50.1%   | 169      | 443,969      | ▼50.8%       | 187          | 3,912,095    | ▲95.6%       | 130          | 逆差▲  |
| 2022 | 4,333,915 | ▼0.5%    | 171      | 1,358,557    | ▲206.0%      | 173          | 2,975,358    | ▼23.9%       | 136          | 逆差▼  |
| 2023 | 5,437,711 | ▲25.5%   | 161      | 623,311      | ▼54.1%       | 179          | 4,814,400    | ▲61.8%       | 122          | 逆差▲  |
| 2024 | 3,817,120 | ▼29.8%   | 172      | 531,931      | ▼14.7%       | 185          | 3,285,189    | ▼31.8%       | 136          | 逆差▼  |

2023年的兩國貿易項目如下：
出口至馬拉威的前10大項目為：橡膠或塑料加工機或以此類原料製造產品之機械；计算器、收銀機、会计机、郵資機、售票機與類似機器；合成纖維絲紗梭织物；碟片、磁带、固態非揮發性儲存裝置、智慧卡與其他錄音或錄製之媒體；具有特殊功能之機器與機械用具；特殊物品，含出口未超過5萬新臺幣之小額報單與其他零星物品；衛生紙、面紙或餐巾之原紙、纤维素胎與纖維素紙；印刷版、滾筒與其他印刷組件之印刷机以及打印机、复印机與傳真機；特定用途機器之零件與附件；自動資料處理機及其附屬單元、磁性或光學閱讀機等。
自馬拉威進口的項目為：烟叶；咖啡、咖啡荳殼與荳皮、含咖啡成分之代替品；茶葉；特殊物品，含進口未超過5萬新臺幣之小額報單與其他零星物品；集成电路；咖啡、茶或馬黛茶之萃取物、浓缩物或為主要成分之調製品，焙製菊苣與其他焙製咖啡代用品之萃取物、濃縮物；寶石（不包括钻石）與次寶石；機動車輛所用之零件與附件等。

### 台商組織
除「馬拉威台灣商會」外，另於2007年成立「馬拉威台灣商會首都分會」。

## 援助

### 農業
1965年12月，中華民國派駐馬拉威農耕隊。1967年8月，馬拉威總統班達抵台訪問，要求擴大農業技術合作。斷交前，中華民國技術團本部設於首都里朗威，另設有糧食、園藝發展訓練暨推廣中心，以及蔬菜種子繁殖中心。協助發展園藝、糧食作物（以玉米為主，稻作為輔）、小型農田水利等3項計畫。

### 醫療
2000年2月，中華民國派駐馬拉威醫療團，並委託長庚醫院代訓專科醫師。此外，協助興建的姆祖祖中央醫院於11月啟用，主要進行愛滋病研究與防治。
2002年7月，財團法人屏東基督教醫院接受中華民國外交部委託辦理駐馬拉威醫療團業務，開啟援外醫療團業務委託國內醫療機構經營的先例。

### 教育
2000年4月，派駐馬拉威職業訓練顧問團，協助里朗威技術學院發展技職教育。除每年提供馬拉威官員短期職訓課程外，2004年起，提供「臺灣獎學金」，以促進雙邊教育交流。財團法人國際合作發展基金會（國合會）亦於2007年提供「高等教育獎學金」，給予馬拉威官員或教師赴台取得學位。

### 其他
1991年3月，馬拉威南部地區因連日豪雨導致山洪爆發，造成數百人死傷，中華民國政府捐贈5萬美元協助賑災救難工作。
1992年初，非洲南部嚴重缺雨造成大規模乾旱，4月22日，中華民國政府捐贈300萬美元予馬拉威協助賑災救難之用。

## 協定
| 日期           | 簽署                                                     | 備註         |
| -------------- | -------------------------------------------------------- | ------------ |
| 1965年8月20日  | 《中華民國與馬拉威間之技術合作協定》                     | [ 註 1 ]     |
| 1991年11月1日  | 《中華民國政府與馬拉威共和國政府間雙邊空運協定》         | 以下簡稱中馬 |
| 1994年4月12日  | 《中馬引渡條約》                                         |              |
| 1995年4月22日  | 《中馬投資保證協定》                                     |              |
| 1998年6月2日   | 《中馬（拉威）國際快捷郵件服務瞭解備忘錄》               |              |
| 1998年9月11日  | 《中馬農業技術合作協定》                                 | [ 註 2 ]     |
| 1999年3月3日   | 《中馬新聞交流協定》                                     |              |
| 1999年12月3日  | 《中馬技術暨職業訓練合作協定》                           | [ 註 3 ]     |
| 2000年11月     | 《淡江大學與馬拉威大學學術交流合作協定》                 | [ 6 ]        |
| 2005年1月13日  | 《中華民國（臺灣）政府與馬拉威共和國政府間醫療合作協定》 |              |
| 2005年12月14日 | 《中馬派遣中華民國志工協定》                             |              |
| 2014年2月18日  | 《中馬關於洗錢及資助恐怖分子情資交換合作瞭解備忘錄》     | [ 註 4 ]     |

## 簽證

持中華民國護照的中華民國國民簽證要求分布圖：入境馬拉威可以電子簽證。

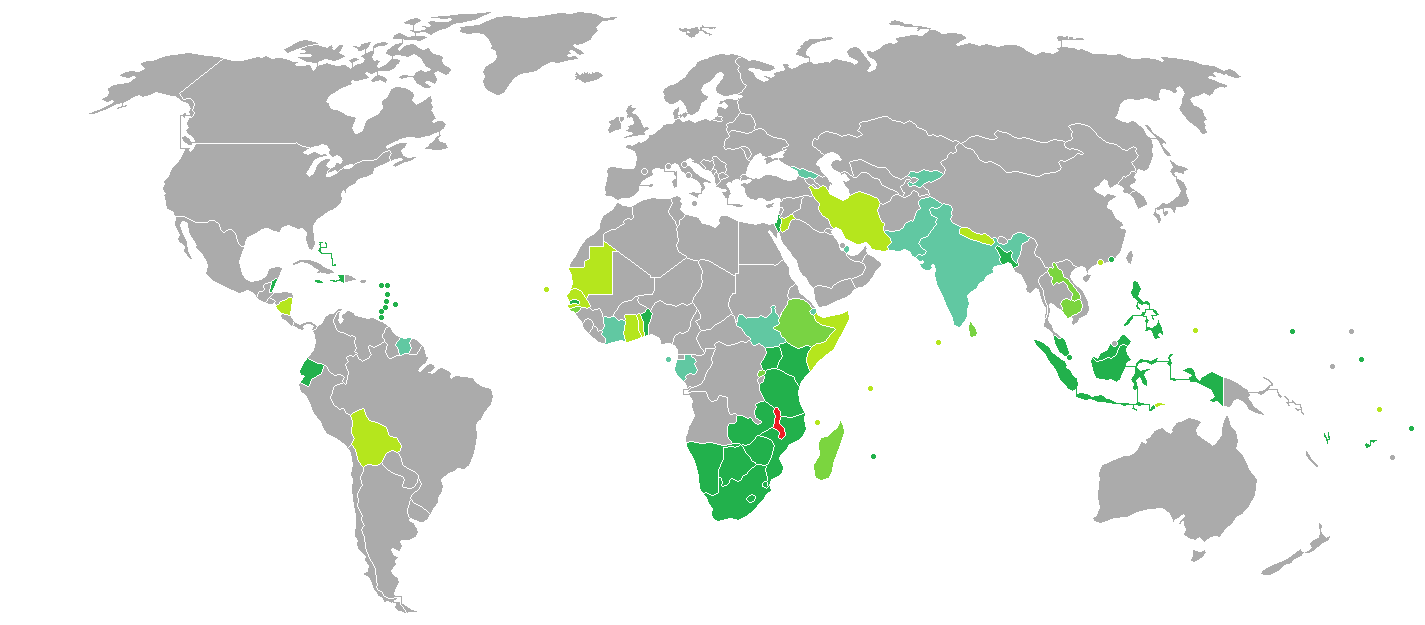
持馬拉威護照的馬拉威國民簽證要求分布圖：入境中華民國需要簽證。

兩國國民皆須申請簽證方可入境對方國家。持中華民國護照的中華民國國民可申辦電子簽證入境馬拉威。
持馬拉威護照的馬拉威國民抵台參加由中央政府機關主辦、協辦或贊助之國際會議、運動賽事、商展或其他活動，亦可以電子簽證入境中華民國，停留最多30天並不得延期。

## 交通

### 航空
資料截至2023年6月29日

#### 客運
兩國無直航班機，亦無中華民國→直航第三地→馬拉威，需多次轉機前往。
例如：
- 臺北→杜拜→約翰尼斯堡→馬拉威的國際機場（英语：List of airports in Malawi）。[71]

## 外部連結
- 中華民國外交部－馬拉威共和國簡介 （页面存档备份，存于）
- 駐南非共和國台北聯絡代表處
- 外交部領事事務局－國外旅遊警示分級表
- 中華民國衛生福利部－國際旅遊疫情建議等級
- 中華民國國際經濟合作協會 （页面存档备份，存于）